# James Butler (3e marquis d'Ormonde)
Pour les articles homonymes, voir James Butler et Butler.
James Edward William Theobald Butler, 3e marquis d'Ormonde, (5 octobre 1844-26 octobre 1919), appelé comte d'Ossory jusqu'en 1854, est un noble irlandais. 

## Famille
Il est le fils de John Butler (2e marquis d'Ormonde) et de Frances Jane Paget. Son père est «comte d'Ossory» qui est l'un de ses titres subsidiaires, ce qui fait de James Butler porte ce titre jusqu'à ce que son père meure en 1854. 
Il est le dernier marquis d'Ormonde à vivre au château de Kilkenny. Lui et sa femme ont reçu Édouard VII et la reine Alexandra au château en 1904,,. 

## Carrière
Colonel du Royal East Kent Mounted Rifles et commodore du Royal Yacht Squadron, il est vice-amiral de Leinster et membre du Conseil privé d'Irlande. Il reçoit l'Ordre de la Couronne de Prusse (première classe). Il est investi comme Chevalier de l'Ordre de Saint-Patrick (KP) en 1868. Il occupe le poste de Lord-Lieutenant du comté de Kilkenny entre 1878 et 1919. 
Il est le premier patron du Dublin Swimming Club, le premier club de natation d'Irlande, fondé en 1881. Il occupe ce rôle jusqu'à sa mort en 1919. 

## Mariage et enfants
Il épouse Elizabeth Harriet Grosvenor, fille de Hugh Grosvenor (1er duc de Westminster), largement considéré comme le pair le plus riche d'Angleterre dans la seconde moitié du XIXe siècle, le 2 février 1876. Le duc donne 15 000 £ à Elizabeth lors de son mariage. Ils ont deux filles: 
- Beatrice Butler (1876–1952), mariée avec le lieutenant-général Reginald Pole-Carew.
- Constance Mary Butler (1879–1949), décédée célibataire.

Le titre est passé à son frère Arthur Butler (4e marquis d'Ormonde) car il n'a pas de fils. Elizabeth, Lady Ormonde, reçoit une rente de 3 000 £ par an en vertu de son testament. Elle hérite également de 35 000 £ à la mort de son père en 1899. La succession totale de Lord Ormonde est évaluée à environ 450 000 £ ,.